# Сариярви (озеро, Питкярантский район)
Са́рия́рви (фин. Saarijärvi) — озеро на территории Салминского сельского поселения Питкярантского района Республики Карелия.

## Общие сведения
Площадь озера — 0,5 км². Располагается на высоте 38 метров над уровнем моря.
Форма озера лопастная, продолговатая. Берега каменисто-песчаные.

В южную оконечность озера втекает ручей, текущий из озера Ахвенлампи (фин. Ahvenlampi).
В юго-западной стороне озеро короткой протокой соединяется с озером Мериярви (фин. Merijärvi), откуда берёт начало ручей Туленоя (фин. Tuulenoja), который возле посёлка Ряймяля втекает в реку Эняйоки.
По центру озера имеется один безымянный остров, который условно делит озеро на две практически равных части.
Вдоль северного берега озера проходит трасса 86К-8 («Олонец — Питкяранта — Леппясилта»), по которой расстояние до ближайшего посёлка Мансила составляет 7 км к югу от озера.
Код водного объекта в государственном водном реестре — 01040300211102000014299.
Название озера переводится с финского языка как «озеро с островами».